# George Gissing
George Robert Gissing (n. 22 noiembrie 1857, Wakefield, Anglia, Regatul Unit al Marii Britanii și Irlandei – d. 28 decembrie 1903, Saint-Jean-Pied-de-Port, Aquitaine, Franța) a fost un romancier englez.
Romanele sale sunt în maniera lui Charles Dickens, de un realism cu valențe naturaliste înfățișând medii și ambianțe degradate.

## Opera
În perioada 1880 - 1903 a scris 23 de romane, printre care:
- 1880 - Muncitori în zori ("Workers in the Dawn"), 3 volume
- 1884 - Declasații ("The Unclassed"), 3 volume
- 1886 - Demos, 3 volume
- 1891 - Noua Grub Street ("New Grub Street"), 3 volume
- 1898 - Charles Dickens: un studiu critic ("Charles Dickens: a Critical Study")
- 1903 - Documentele personale ale lui Henry Ryecroft ("The Private Papers of Henry Ryecroft"), autobiografie

## Legături externe
- en  The George Gissing Website Arhivat în 8 martie 2012, la Wayback Machine.
- en  Opera la Project Gutenberg
- en  Opera la eText.Library.Adelaide.edu Arhivat în 9 octombrie 2004, la Wayback Machine.